# Ото VI фон Арним
Ото VI фон Арним „Млади“ (на немски: Otto VI von Arnim d. J.; * ок. 1513; † 15 януари 1583) е благородник от стария род Арним в Бранденбург.
Той е син на Ахим II фон Арним († 1535) и съпругата му Елизабет фон дер Шуленбург (* ок. 1500), дъщеря на Вернер XI фон дер Шуленбург († 1515) и Елизабет Ганз цу Путлиц († 1515). Внук е на Ото IV фон Арним († пр. 1483) и Маргарета фон Путлиц.
Сестра му Анна фон Арним († сл. 1580) е омъжена пр. 1530 г. за Улрих фон Шверин (* ок. 1500; † 1575/1576), а сестра му Катарина фон Арним е омъжена ок. 1542 г. за Йоахим фон Бредов († 1573, Магдебург), дворцов майстер в Магдебург.

## Фамилия
Ото VI фон Арним „Млади“ се жени за Магдалена фон Халберщат (* пр. 1540; † 2 ноември 1584), дъщеря на Юрген фон Халберщат († сл. 1557) и Илзаба фон Хан († сл. 1512). Те имат два сина и дъщеря:
- Вернер III фон Арним († 20 февруари 1604), женен 1591 г. за Гертруд фон Алвенслебен (* 1564; † сл. 1620), дъщеря на Йоахим I фон Алвенслебен (1514 – 1588/1596) и Кунигунда фон Мюнххаузен (1534 – 1565); имат осем деца
- Хенинг фон Арним († 2 февруари 1604), женен за Илза фон Трот цу Золц, дъщеря на Адам фон Трот цу Золц (1538 – 1587) и Луция фон дер Шуленбург (1537 – 1603); имат 1 син; тя се омъжва втори път за Йоахим Стари фон Шпар
- Илзабет Готесру фон Арним (1558 – 1606), омъжена за Йоахим (Младия) фон Ведел (1552 – 1609).